# Pachypodium densiflorum
Pachypodium densiflorum ist eine Pflanzenart aus der Gattung Pachypodium in der Familie der Hundsgiftgewächse (Apocynaceae).

## Beschreibung
Pachypodium densiflorum ist eine ausdauernde Pflanze, mit einem stark verdickten Stamm, der eine Höhe von 70 cm und einen Durchmesser von 2 m erreicht. Aus dem Stamm entspringt eine Vielzahl dicker, spitz zulaufender Zweige, die nach oben zunehmend dichter mit Dornen besetzt und fein filzig, gräulich-weiß behaart sind. Die Laubblätter sind bis zu 10 cm lang und 5 cm breit, ihre Unterseite ist behaart.
Die Blüten stehen in Gruppen von bis zu zehn an 25 bis 40 cm langen Blütenstielen. Sie sind tief gelb, nur in Züchtungen auch weiß. Sie haben einen Durchmesser von 1,5 bis 3 cm. In der Mitte der abspreizenden Kronlappen steht deutlich hervorgehoben die Staubblätter.
Die Früchte werden 11 bis 15 cm lang und messen 8 mm im Durchmesser. Die Samen sind 4 bis 6 mm lang.

## Vorkommen
Die Art ist endemisch im mittleren Teil Madagaskars verbreitet.

## Systematik
Die Erstbeschreibung der Art erfolgte 1887 durch John Gilbert Baker.
Innerhalb der Art können zwei Varietäten unterschieden werden:
- Pachypodium densiflorum var. densiflorum
- Pachypodium densiflorum var. brevicalyx H.Perrier.

Natürliche Hybriden sind mit Pachypodium brevicaule (Pachypodium ×rauhii) und Pachypodium horombense bekannt. Zudem ist eine Kulturhyrbide mit Pachypodium rosulatum (Pachypodium ×hojnyi) gezüchtet worden.

## Nachweise